# Francesco Gessi

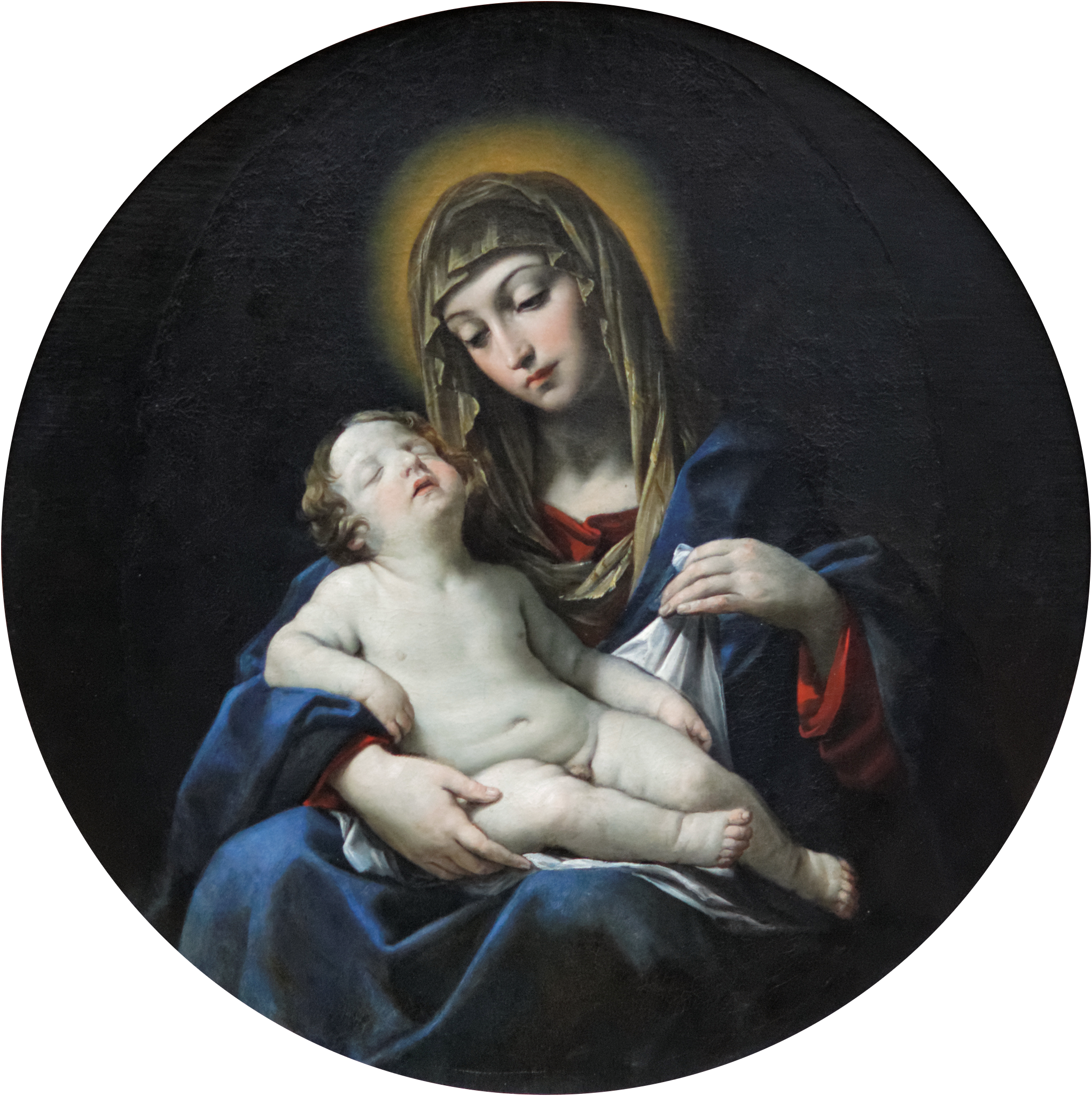
Virgen con el niño, Museo del Louvre.

Giovanni Francesco Gessi (Bolonia, 20 de enero de  1588-ibíd., 1649), fue un pintor italiano, activo durante el barroco en la ciudad de Bolonia. Su apellido también se encuentra atestiguado como Ghezzi o Ghessi.

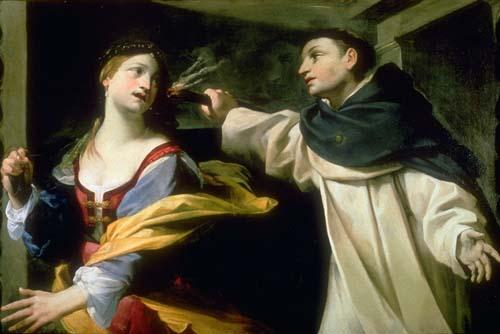
Francesco Gessi, La Tentación de Santo Tomás de Aquino.

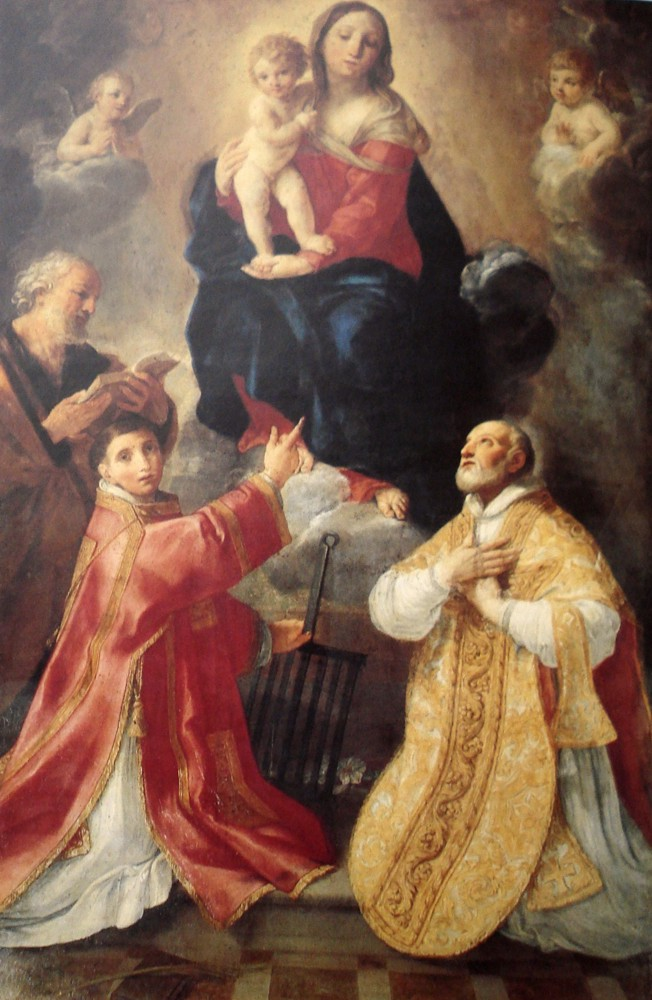
Francesco Gessi, "Maria con el Nino y los santos José, Lorenzo y Felipe Neri", ca. 1640, Faenza, S. Pietro.

## Biografía
Nacido en una familia de la nobleza, mostró una precoz inclinación hacia el arte de la pintura, obteniendo el consentimiento de su padre para ingresar en el taller del flamenco Denys Calvaert. No duró mucho bajo la tutela de este pintor, pues tuvo serias diferencias con los otros alumnos del maestro, de extracción social inferior. Pasó entonces a ingresar en el estudio de Guido Reni.
Pasó mucho tiempo como ayudante de Reni, trabajando con él en la decoración de la Capilla del Sacramento de la Catedral de Rávena; le acompañó a Nápoles para ayudarle con la Capilla de San Gennaro de la catedral de dicha ciudad. Tal trabajo no llegó a realizarse y conllevó el final de la relación entre Gessi y Reni.
Una vez independizado como artista trabajó en Rávena, Mantua y Nápoles, de donde hubo de marchar precipitadamente a causa de la hostilidad de los pintores locales. De vuelta en Bolonia, inició una campaña contra su maestro Guido Reni intentando competir con él y renegando de sus enseñanzas.
En la fase final de su carrera volvió sus ojos a influencias como las de Giovanni Lanfranco, aunque nunca olvidó la tradición en la que se había formado, la de la Escuela Boloñesa, sobre todo a través de Ludovico Carracci y su maestro Reni.
Abrió taller propio asociado con un antiguo compañero de aprendizaje con Reni, Giovanni Giacomo Sementi. Entre sus aprendices figuraron artistas tales como los hermanos Giovanni Battista y Ercolino Ruggieri, Giacomo Castellini, Francesco Correggio y Giulio Trogli.

## Obras destacadas
- San Carlos Borromeo adorando el sagrado clavo (1612, Santa Maria dei Poveri, Bolonia)
- Muerte de San Roque (1614, Oratorio di San Rocco, Bolonia), fresco.
- Redentor bendiciendo (1620, Capilla Aldobrandini, Catedral de Rávena)
- Virgen con el niño (Museo del Louvre, París)
- Oración en el Huerto (San Pietro, Perugia)
- Subida al Calvario (San Pietro, Perugia)
- Inmaculada Concepción (San Nicolò, Carpi)
- Descanso en la huida a Egipto (Colección privada, Busto Arsizio)
- Virgen con niño y santos (Pinacoteca di Brera, Milán)
- Episodios de la Vida de San Andrés Corsini (Palazzo Corsini, Florencia)
- La Virgen con el niño[1] (Museo de Bellas Artes de la Coruña en depósito del Museo del Prado)